# Casa de Waldburg
A Casa de Waldburg é uma casa principesca da Alta Suábia, fundada no século XII.
Seu fundador, Everardo de Tanne-Waldburg (1170-1234) foi o administrador, ou senescal, e conselheiro dos duques da Suábia, da Casa de Staufen, e mais tarde conselheiro do imperador Frederico II. Durante o levante anti-Staufen, ele e seu irmão, Frederico de Tanne, lutaram em lados opostos. Frederico foi morto em 1197 em Montefiascone e Everardo tornou-se tutor de seu sobrinho Henrique até 1220. Posteriormente, os dois administraram a Suábia durante a ausência dos imperadores. As insígnias imperiais foram confiadas a eles e mantidas em Waldburg de 1220 a 1225, surgindo daí o nome "senescal" ou "administrador" (em alemão: truchsess). Everardo foi pai do fundador da linhagem Waldburg, de quem descende as linhas medievais, modernas e atuais.